# Блокада на Енергодар
Блокадата на Енергодар започва на 28 февруари 2022 г., по време на руското нападение над Украйна през 2022 г. Енергодар е местоположението на Запорожката атомна електроцентрала, произвеждаща почти половината от електроенергията в страната, и повече от една пета от общото електричество в Украйна, както и близката ТЕЦ.

## Блокадата
На 28 февруари руското министерство на отбраната обявява, че е превзело град Енергодар и Запорожката атомна електроцентрала. Кметът на Енергодар Дмитро Орлов обаче отрича градът и централата да са превзети. По-късно, местните граждани барикадират пътя към завода и входа на града, принуждавайки руските сили да върнат.
На 1 март украинските власти заявяват, че руските сили са обградили града, като руският конвой се е насочил към Енергодар около 14:00 часа. Според Орлов, градът има трудности с набавянето на храна. От 16:00 до 18:00 часа протест на местните жители възпира влизането на руските сили в града.
Сутринта на 2 март Орлов заявява, че руските войски отново се приближават към града. Протестиращите отново блокират пътищата; Протестиращите носят украински знамена и използваха боклукчийси камиони като част от блокадата. Орлов твърди пред Укринформ, че двама души са били ранени, когато се твърди, че руски войници са хвърляли гранати по тълпа цивилни. Към 18:00 часа протестът наброява двеста жители, както и работници от АЕЦ. Рафаел Гроси, генерален директор на Международната агенция за атомна енергия (МААЕ), заявява, че е бил информиран от руските власти, че контролират територията около атомната електроцентрала.
На 3 март руските сили започват да атакуват електроцентралата. Руски обстрел причинява запалване на административна сграда и един от шестте блока на електроцентралата. Говорител на съоръжението заявява, че реакторът е в процес на ремонт, но съдържа ядрено гориво. Пожарникарите не успяват да достигнат до огъня поради битката. Няма признаци на повишени нива на радиация.
Сутринта на 4 март пожарникарите получават достъп до електроцентралата и потушават огъня. По-късно сутринта, руските войски превземат централата, след като потвърждават, че няма промени в нивата на радиация. След това руската армия влиза в Енергодар и поема контрола над града.

## Последици
Олександър Старух, губернаторът на Запорожка област, заявява на 5 март, че руските сили са напуснали града, след като са го разграбили и ситуацията в града е изцяло под контрол на местните власти. Орлов обаче отхвърля доклада и заявява, че руските сили все още са окупирали периметъра на града и електроцентралата, като местните власти все още управляват града. Украинската военна администрация за югоизток потвърждава на 7 март, че Енергодар е под контрола на руските сили.
На 6 март МААЕ публикува изявление, в което се казва, че руските сили се намесват в операциите на централата, като се посочва, че „всяко действие на ръководството на централата – включително мерки, свързани с техническата експлоатация на шестте реакторни блока – изисква предварително одобрение от страна на руски командир“, и освен това се заявява, че „руските сили на обекта са изключили някои мобилни мрежи и интернет, така че надеждната информация от обекта не може да бъде получена чрез нормалните канали за комуникация“.